# Brian Barnes (golfer)
Brian Barnes (Addington, 3 juni 1945 - 9 september 2019) was een golfprofessional, die in Surrey werd geboren en in Somerset op school ging, maar de Schotse nationaliteit heeft.
Barnes kreeg zijn eerste golflessen van zijn vader, die secretaris was op de Burnham & Berrow Golf Clubs. Daarna kreeg hij les van Max Faulkner, die later zijn schoonvader werd. Hij won in 1964 het British Youths Open Amateur.

## Professional
Barnes werd in 1964 professional en won zijn eerste toernooi in 1967.
Barnes was een van de beste golfers in Europa in de periode 1971-1981. Hij was ook een van de spelers die het begin van de Europese Tour in 1972 meemaakte. Hij won er 9 toernooien en stond steeds in de top-8 van de Order of Merit. 's Winters speelde hij in Australië en Zuid-Afrika, waar hij ook enkele overwinningen boekte. Bij het Brits Open eindigde hij vier keer in de top-10.
In 1995 mocht Barnes op de Europese Senior Tour spelen. In zijn rookiejaar won hij de Order of Merit. Hij won twee keer achter elkaar het Senior British Open. Hij speelde ook op de Champions Tour en won daar het Canadees Senior Open. Hij kreeg steeds meer last van artritis en moest in 2000 met golf stoppen.
Barnes speelde zes keer in de Ryder Cup, eerst alleen namens Engeland en Ierland, later voor Europa. In al die zes keer heeft hij maar 1 partij verloren. Hij speelde de foursomes en 4-balls met Bernard Gallacher. Zijn hoogtepunt was op 21 september 1975 toen hij Jack Nicklaus twee keer op dezelfde dag versloeg.
Barnes staat ook bekend om een vreemd voorval. Tijdens het French Open van 1968 miste hij een korte putt op hole 8, een par 3. Geïrriteerd probeerde hij de bal alsnog in de hole te vegen, maar dat mislukte. Hij heeft toen nog een aantal keren de bal geraakt, ook terwijl hij nog bewoog, zodat zijn score voor die hole een 15 werd.
In 1974 won hij het Dutch Open op de Hilversumsche Golf Club na drie rondes met een score van 211 (-5). Jan Dorrestein was de beste Nederlandse pro.

In september 1976 won hij het Matchplaykampioenschap door Craig Defoy met 3&2 te verslaan.

## Gewonnen

### Europese Tour
- 1972: Martini International (-11)
- 1974: Dutch Open (-5)
- 1975: French Open (-7)
- 1976: Sun Alliance Match Play Championship
- 1978: Spanish Open (-12), Greater Manchester Open (-5)
- 1979: Portuguese Open (-5), Italian Open (-7)
- 1981: Haig Whisky TPC (-8 po)

### Elders
- 1967: Flame Lily (SA)
- 1969: Coca-Cola Young Professionals' Championship, Agfa-Gevaert Tournament
- 1970: Wills Australian Masters
- 1979: Zambia Open
- 1981: Benson & Hedges Kenya Open, Zambia Open

### Europese Senior Tour
- 1995: Senior British Open Championship (-7)
- 1996: Senior British Open Championship (-11)

### Champions Tour
- 1998: AT&T Canada Senior Open Championship

## Teams
- Ryder Cup: 1969 (tie), 1971, 1973, 1975, 1977, 1979
- Double Diamond International: 1972, 1973 (winnaars), 1974, 1975, 1976, 1977
- Hennessy Cognac Cup: 1974 (winnaars), 1976 (winnaars), 1978 (winnaars), 1980 (winnaars, captain)
- World Cup: 1974, 1975, 1976, 1977
- Philip Morris International: 1976
- PGA Cup: 1990